# Philipp Westermeyer

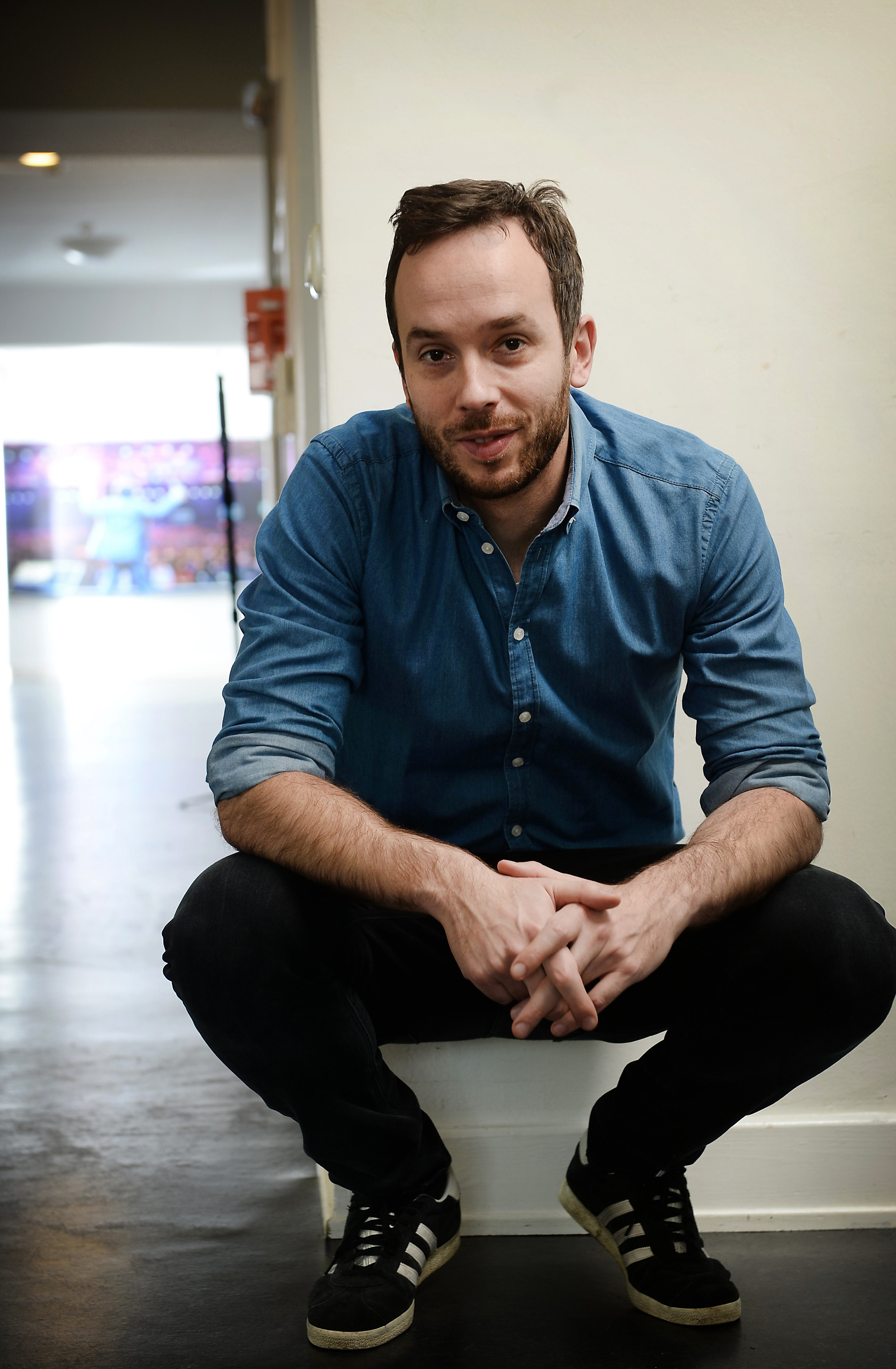
Philipp Westermeyer in den Büroräumen im Hamburger Schanzenviertel (2016)

Philipp Westermeyer (* 18. Februar 1979 in Essen) ist ein deutscher Unternehmer und Digitalexperte.

## Werdegang
Westermeyer studierte von 1999 bis 2003 Betriebswirtschaftslehre auf Diplom an der International School of Management in Dortmund, Paris und Québec. Parallel zum Studium arbeitete er in New York im Marketing von Hugo Boss und der HypoVereinsbank. Nach dem Diplomstudium folgte ein Studium der Betriebswirtschaftslehre und Medienwissenschaften von 2003 bis 2005 an der Hamburg Media School, im ersten MBA-Studiengang der Hochschule. Im Jahr 2005 begann er als Assistent des damaligen Gruner + Jahr Vorstandsvorsitzenden Bernd Kundrun. Von 2007 bis 2008 war er Investment Manager der Gruner + Jahr New Media Ventures, die 2006 als Stabsstelle von Kundrun ins Leben gerufen wurde und 2009 aufgelöst wurde.
Danach gründete er mit seinem MBA-Kommilitonen Christian Müller, mit dem er auch seine Masterarbeit unter Betreuer Armin Rott schrieb und der wie er Vorstandsassistent bei Gruner + Jahr wurde sowie bei G + J New Media Ventures tätig war, und Tobias Schlottke, der für die Technik zuständig war, zwei Marketing-Unternehmen. Der Performance-Marketing-Dienstleister „Adyard“ wurde 2010 von der Gruner + Jahr Tochter Ligatus gekauft. Die Real-Time-Advertising-Plattform „Metrigo“ wurde 2013 zunächst an Zanox und nach Rückabwicklung des Kaufs an Zalando verkauft. Westermeyer ist Gründer und Veranstalter des OMR Festivals, das er am 11. Februar 2011 zusammen mit Müller, Schlottke, Christian Byza und der Hamburg Media School erstmals als Online Marketing Rockstars Festival in den Räumen der Bucerius Law School in Hamburg veranstaltete. Das jährliche Event besuchten zuletzt über 67.000 Besucher*innen (Stand 2025). Unter der Marke OMR werden neben Podcast und der Messe zudem ein Nachrichtenportal, Online-Weiterbildungen, eine Software-Bewertungs-Plattform und eine Produktionsfirma für Dokumentationen betrieben.
Er ist seit 2015 Gastgeber des wöchentlichen OMR Podcasts mit über 800 Folgen und tritt als Experte für Digital-Marketing-Themen auf Veranstaltungen und im Fernsehen auf. 2015 war er als Juror in den drei Folgen der ZDF-Unterhaltungsshow „Kampf der Startups“ zu sehen. Das Hamburger Abendblatt veröffentlichte 2019 das auf Westermeyer bezogene Personality Magazin „Philipp“. Beim Deutschen Radiopreis 2020 hielt er die Laudatio in der Kategorie „Bester Podcast“. Sein Buch Digital Unplugged erreichte die Liste der Sachbuchtitel auf der Spiegel-Bestsellerliste 2021.
Er ist im Vorstand der Stiftung der Hamburg Media School, die dessen Träger ist. Zudem ist er seit Mai 2021 Aufsichtsrat der CTS Eventim, bei dem Bernd Kundrun seit 2010 ebenfalls Aufsichtsrat ist.

## Werke
- Philipp Westermeyer: Digital Unplugged: Über außergewöhnliche Phänomene und Macher unserer Zeit. Econ, 2021, ISBN 978-3-430-21051-5.